# ダナイー級軽巡洋艦
ダナイー級軽巡洋艦（Danae class Light cruiser）はイギリス海軍の軽巡洋艦の艦級。第一次世界大戦中から同大戦後にかけて建造されて就役した。各艦の艦名がDで始まる単語で付けられているためにD級軽巡洋艦とも呼称される。

## 概要

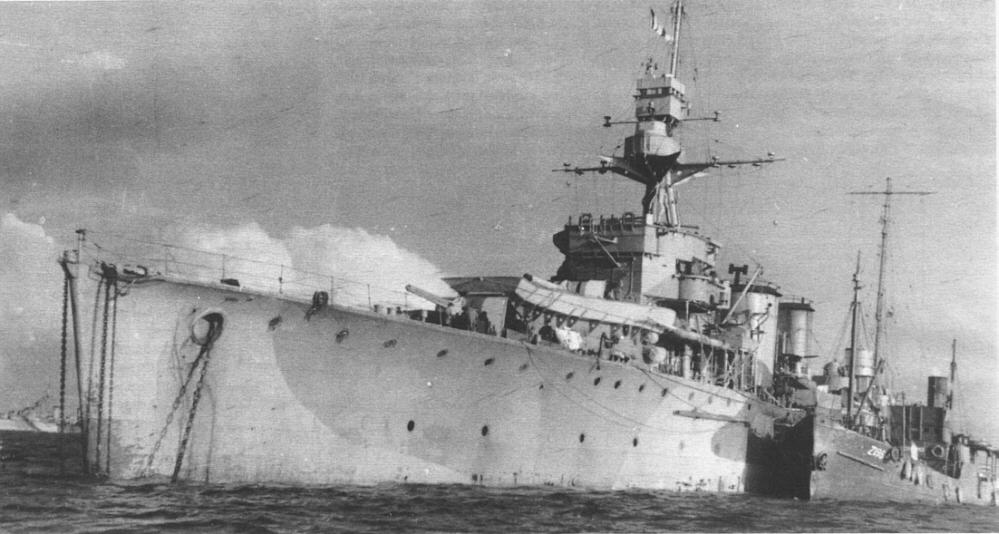
ポーランド軍艦当時のドラゴン

ダナイー級は第一次世界大戦中にドイツ帝国海軍が建造中の15cm速射砲を備えた軽巡洋艦に対抗すべく、1916年度計画に於いて第1グループ3隻・第2グループ3隻・第3グループ6隻の計12隻の建造が承認されたが後に4隻がキャンセルされて計8隻が就役した。
カーライル級軽巡洋艦の設計を全長を約6m伸ばし、前部マストと煙突の間に15.2cm速射砲を1基追加して15.2cm砲6門に強化したクラスとして建造した。加えて53.3cm魚雷発射管三連装4基12門という強力な雷装を持っていたが、5,000トン級の船体にはトップヘビーで重武装すぎると批判が生じた。ダナイー級はイギリス海軍で運用されただけでなく、第二次世界大戦中に同盟国海軍に供与されて使用された。

## 艦形

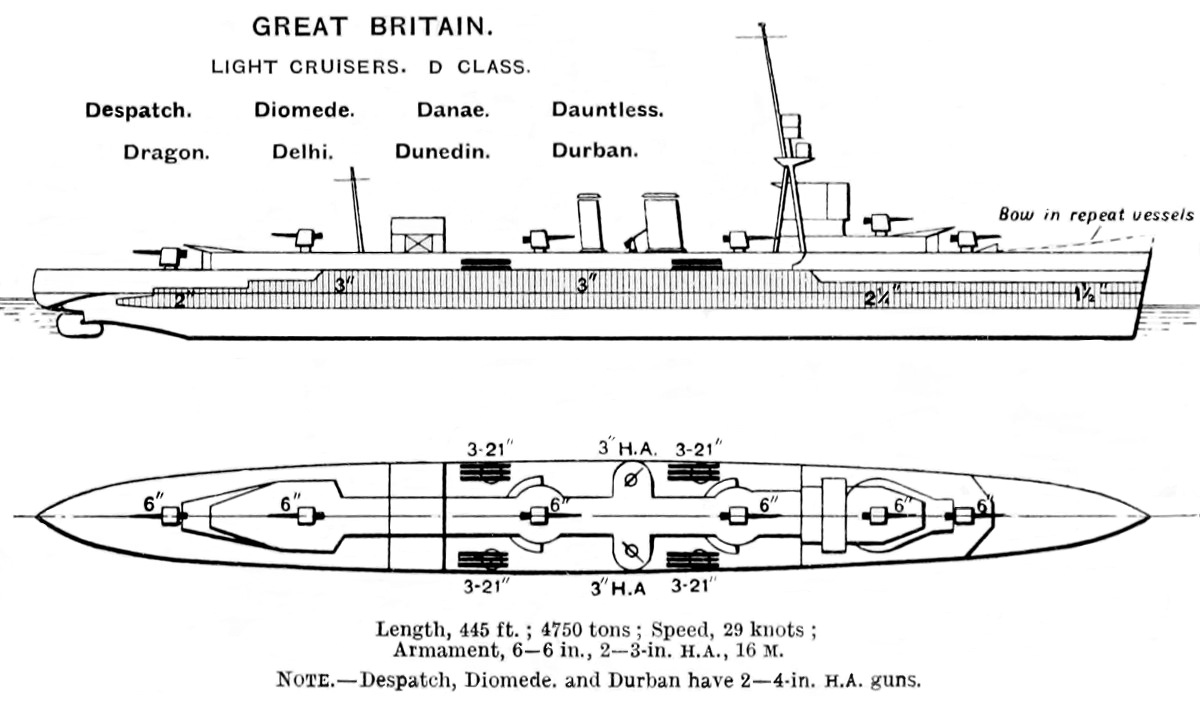
ダナイー級の武装・装甲配置を示した図。

ダナイー級の船体は前級に引き続き短船首楼型船体を採用していた。艦首は前方に傾斜したクリッパー型の艦首から中央部が狭い艦首甲板上に主砲の15.2cm速射砲を防盾の付いた単装砲架で1番・2番主砲を背負い式配置で2基、2番主砲の基部から始まる上部構造物の上に司令塔を基部とする箱型艦橋と射撃指揮所を載せた三脚型の前部マストの背後に3番主砲が1基配置した。船体中央部に1番煙突のみ太い2本の煙突の背後に4番主砲が後ろ向きに1基配置された。左右の舷側は艦載艇置き場となっており、艦載艇は2本1組のボート・ダビットが片舷3組で計6組により運用された。3番主砲と4番主砲の側面には53.3cm三連装魚雷発射管が片舷2か所ずつ計4基が配置された。後部甲板上に構造物が設けられ、後部指揮所と簡素な後部マストの後方に5番・4番主砲が背負い式で2基が配置された。

### 防空巡洋艦への改装

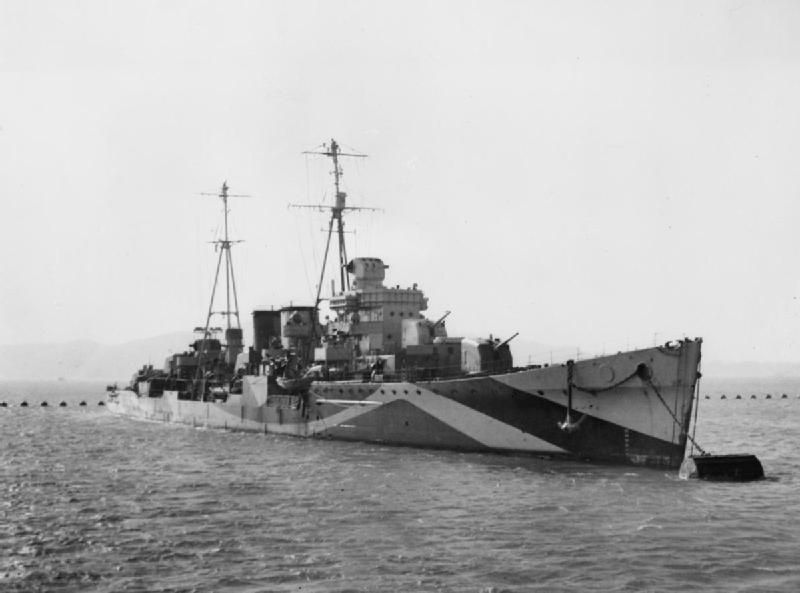
防空巡洋艦へと改装された「デリー」

ダナイー級のうち「デリー」のみは1942年にニューヨーク海軍工廠で防空巡洋艦へと近代化改装が行われた際にアメリカ海軍式の武装の搭載と艤装がされたために艦形が一新された。
武装配置は艦首甲板上に12.7cm高角砲は単装砲架で背負式で2基を配置した。艦橋構造は塔型に近い近代的な物となり、高角測距儀は艦橋の頂上部に設置され前部マストは簡素な高い物に換えられた。1番煙突の側面に「ヴィッカース 4cm（39口径）ポンポン砲」を連装砲架で片舷1基ずつ計2基を配置していた。2番煙突の背後に3番12.7cm主砲を後ろ向きに1基配置した。
後部構造物上の後部マストは前部と同じく三脚型となり、その背後に後部射撃指揮所が立ち、4番・5番主砲が後ろ向きに背負い式で2基が配置された。他に「エリコン 2cm（76口径）機関砲」が単装砲架で8基が搭載された。これらを指揮する271型レーダー、 281型レーダー、282型レーダー2基、285型レーダー2基が設置された。次いで1942年にボフォース4cm機関砲が単装砲架4基が追加された。1943年にエリコン 2cm機関砲2基を撤去して代わりに同連装機銃2基が搭載された。更に1944年にエリコン 2cm機関砲が連装砲架で2基追加された。

## 兵装

### 主砲

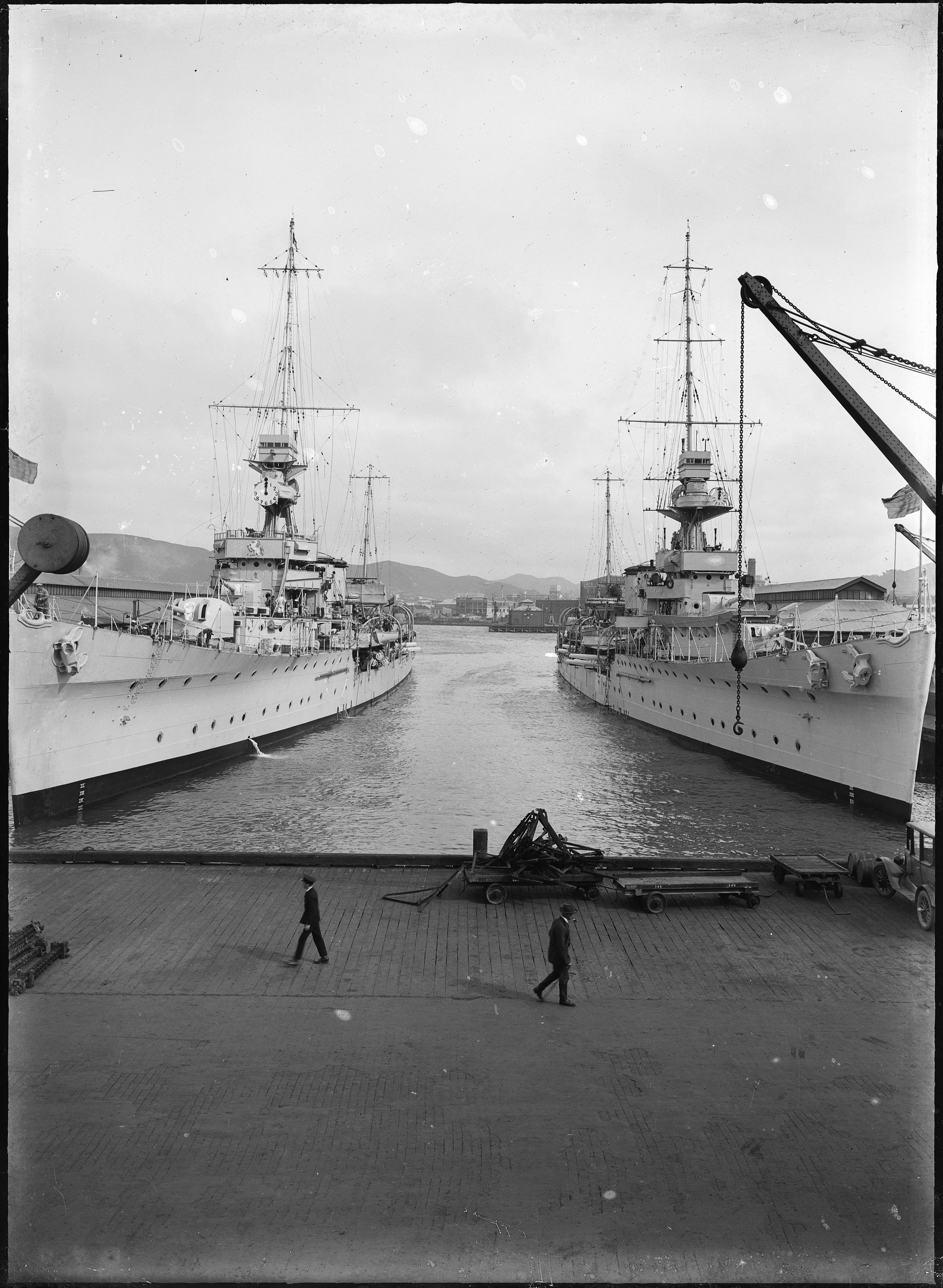
1928年にウェリントンで撮られた「ダイアミード」（左）と「ダニーディン」（右）。「ダイアミード」のみ1番砲が砲塔形式で大きい

主砲は「Mk XII 1913年型 15.2cm（45口径）速射砲」を採用した。その性能は重量45.36kgの砲弾を仰角40度で19,660mまで届かせられるこの砲を単装砲架で5基を搭載したが、「ダイアミード」のみ1番主砲が単装砲塔が採用されて異なっていた。砲架も砲塔の俯仰能力は仰角40度・俯角5度で左右120度の旋回角度を持っていたが実際は上部構造物により射界の制限を受けた。砲の旋回、砲身の上下・砲弾の装填の動力は人力を必要とした。発射速度は毎分5～7発である。

### 備砲、魚雷兵装

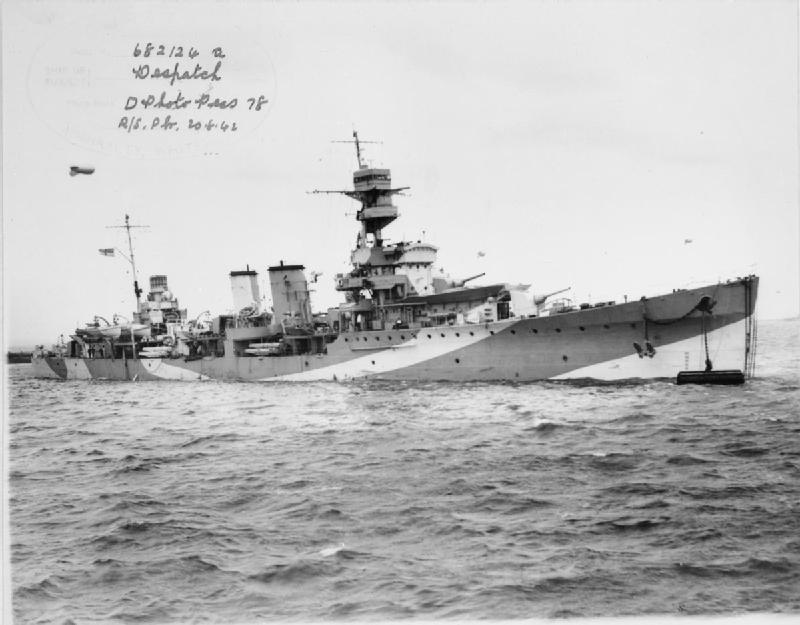
1942年に撮られた「デスパッチ」。

高角砲は「Mk I 7.6cm（45口径）高角砲」を引き続き採用している。5.87kgの砲弾を仰角40度で10,740m、最大仰角70度で5,790mの高度まで到達できるこの砲を単装砲架で2基2門を搭載した。砲架は左右方向に180度旋回でき、俯仰は仰角70度、俯角10度で発射速度は毎分15発だった。他に近接攻撃用にヴィッカース 4cm（39口径）ポンポン砲」を、初期は単装砲架で2基であったが後に同4連装砲2基に強化された。主砲では手に負えない相手への対抗として53,3cm魚雷発射管を三連装で片舷2基ずつ計4基装備した。

### 防空巡洋艦の兵装
主武装として「Mark 12 12.7cm（38口径）高角砲」を採用した。その性能は重量25.03kgの砲弾を仰角45度で15,903mまで届かせられ、最大仰角85度で高度11,887mまで到達できるこの砲を単装砲架で搭載した。砲架の俯仰能力は仰角85度・俯角5度で旋回角度は左右150度の旋回角度を持っていたが実際は上部構造物により射界の制限を受けた。砲の旋回、砲身の上下・砲弾の装填の動力は電動で補助に人力を必要とした。発射速度は毎分12～15発である。他に近接火器として「ヴィッカース 4cm（39口径）ポンポン砲」と「エリコン 2cm（76口径）機関砲」がそれぞれ採用された。

## 機関
ダナイー級はヤーロウ式重油専焼水管缶6基とブラウン・カーチス式ギヤードタービン2基2軸を組み合わせて最大出力40,000shp、最大速力29ノットを発揮した。なお、「ダイアミード」と「ドーントレス」のみ推進機関はパーソンズ式である。機関配置は第一次大戦前の「装甲巡洋艦」と同じく機関区前部にボイラー室、後部に機関室を置く旧時代的な配置を採っていた。